# テンプルのえくぼ
『テンプルのえくぼ』(Dimples)は1936年制作のアメリカ合衆国の映画。公開時の題名は『テムプルちゃんのえくぼ』。ウィリアム・A・サイター監督のミュージカル。シャーリー・テンプル主演作。

## キャスト
- シルビア・ドロレス（通称「ディンプル」つまり、えくぼ）：シャーリー・テンプル
- ユースタス・アップルビー教授：フランク・モーガン
- アレン・ドリュー：ロバート・ケント
- チャロライン・ドリュー夫人：ヘレン・ウェストリー
- シセロ：ステピン・フェチット
- リチャーズ：ジョン・キャラダイン

## ストーリー
南北戦争以前のアメリカのニューヨーク。貧しいが歌の才能のある孤児のシルビア・ドロレスは祖父のアップルビー教授と暮らしていたが、街角で歌っては人々を魅了していた。大金持ちの未亡人チャロライン・ドリュー夫人の甥アレンは、シルビア・ドロレス主演の『トムじいやの小屋』の上演をしようとする。